# میلر (داکوتای جنوبی)
میلر(به انگلیسی: Miller) شهری در ایالت داکوتای جنوبی کشور ایالات متحده آمریکا است که جمعیت آن در سرشماری سال ۲۰۱۰ میلادی، ۱٬۴۸۹ نفر بوده‌است.